# Pablo de María
Justo Pedro Pablo de María (Gualeguaychú, 4 de mayo de 1850 - Montevideo, 5 de octubre de 1932) fue un abogado, periodista, escritor, profesor y político uruguayo.

## Biografía
Nació en la ciudad de Gualeguaychú (Entre Ríos), donde su padre el historiador Isidoro de María, ejercía funciones como cónsul y su madre fue Sinforosa Navarrete Artigas (hija de Francisca Artigas, la prima hermana del Prócer José Gervasio Artigas). Fue hermano del escritor y poeta de literatura gauchesca Alcides de María.
Fue redactor y director del diario El Siglo entre 1870 y 1873. Participó como soldado ciudadano en la Revolución del Quebracho en 1886. Participó junto con Carlos María Ramírez en la fundación del Partido Constitucional.
Profesor de Filosofía del Club Universitario (1877); presidente del Ateneo de Montevideo, y de la Sociedad Universitaria; rector de la Universidad de la República, en 1893, 1899, 1908 y 1909; catedrático de Derecho Procesal en la Facultad de Derecho; ministro de la Alta Corte de Justicia (1911-1914). 